# Галкин, Геннадий Александрович
Геннадий Александрович Галкин (14 мая 1934 — 11 апреля 1985) — советский спортсмен, пятикратный чемпион СССР (1956, 1957, 1960, 1961, 1963), призёр чемпионата Европы (1962) по прыжкам в воду. Мастер спорта СССР (1955).

## Биография
Родился 14 мая 1934 года в Собинском районе Ивановской промышленной области.
В 1945—1954 годах жил во Львове, где начал заниматься прыжками в воду под руководством Александра Ткаченко. В 1954 году переехал в Москву, где продолжил тренироваться в спортивных обществах «Буревестник» и «Динамо» (с 1960 года).
Специализировался в прыжках с десятиметровой вышки. Наиболее значимых результатов добивался в период с середины 1950-х до середины 1960-х годов, когда пять раз выигрывал чемпионат СССР в данной дисциплине. В те же годы входил в состав сборной страны, участвовал в Олимпийских играх в Мельбурне (1956) и Риме (1960), где занял соответственно 13 и 6 место. В 1962 году завоевал бронзовую медаль чемпионата Европы в Лейпциге.
В 1960 году окончил физический факультет Московского государственного университета имени М. В. Ломоносова. В дальнейшем занимался научно-исследовательской деятельностью в Институте физической химии Академии наук СССР (1963—1975) и Институте горючих ископаемых Министерства угольной промышленности СССР (1975—1985). В 1968 году защитил диссертацию на соискание учёной степени кандидата физико-математических наук.
Умер 11 апреля 1985 года от ишемической болезни сердца. Похоронен на Химкинском кладбище в Москве.

## Семья
С 1970 года был женат на известной советской спортсменке, трёхкратной чемпионке СССР и призёре Олимпийских игр по прыжкам в воду Галине Алексеевой.